# San Felice da Cantalice a Centocelle

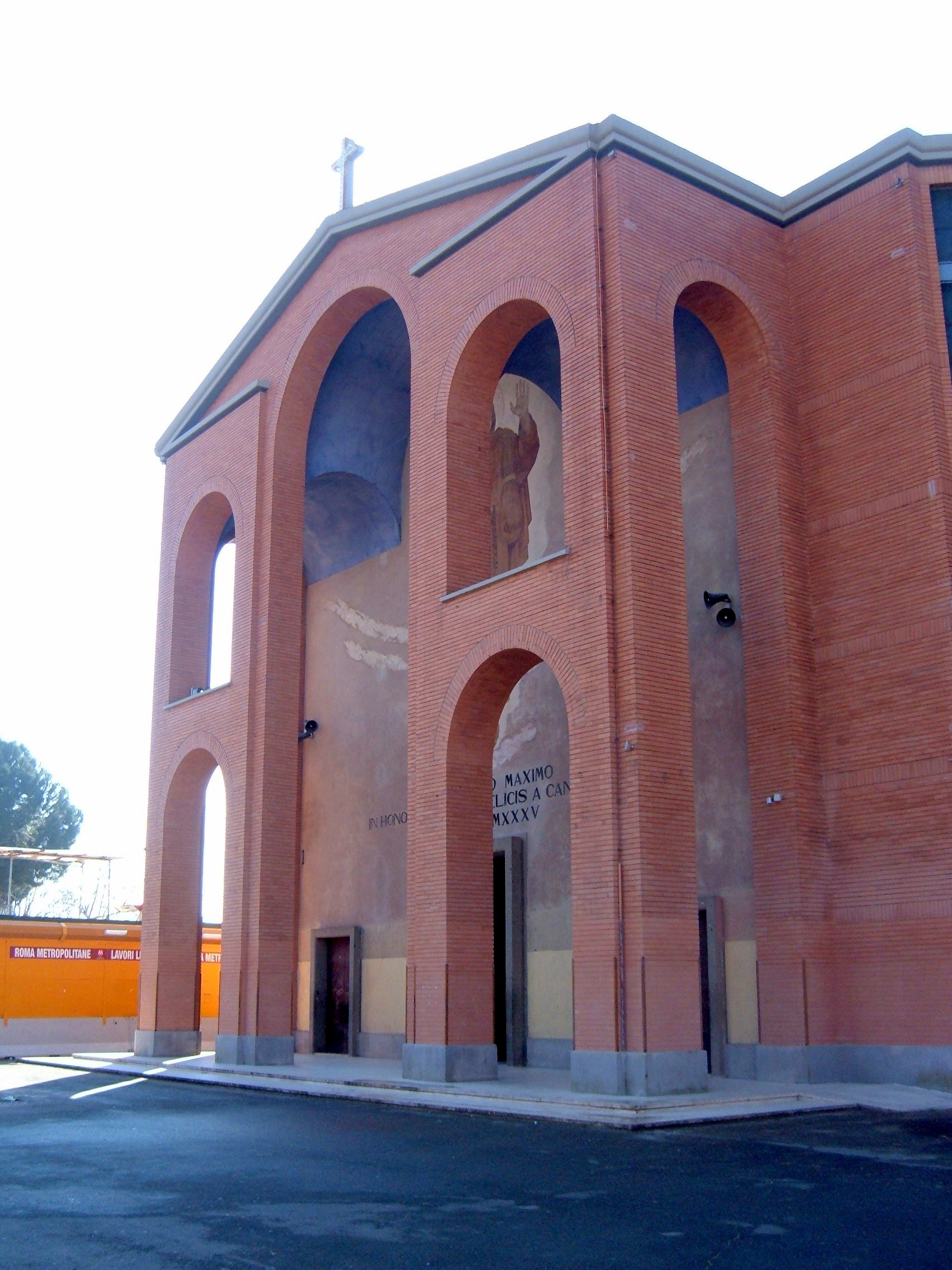
Vista da igreja.

San Felice da Cantalice a Centocelle é uma igreja titular localizada na Piazza San Felice da Cantalice, no bairro de Centocelle do quartiere Prenestino-Centocelle de Roma. É dedicada a São Félix de Cantalice. O cardeal-presbítero protetor do título cardinalício de São Félix de Cantalice a Centocelle é Luis Antonio Tagle, arcebispo de Manila, nas Filipinas.

## História
Em 14 de novembro de 1929, o marquês italiano Achilles Muti-Bussi doou o terreno para a Igreja Católica para que ali fosse construída uma igreja para atender os pobres camponeses que viviam na região. Os frades capuchinhos chegaram em 16 de dezembro de 1930 e, em 20 de setembro do mesmo ano, lançaram a pedra fundamental de um novo convento. Em 30 de maio de 1932, a igreja propriamente dita foi encomendada, mas a obra só começou em 1934.

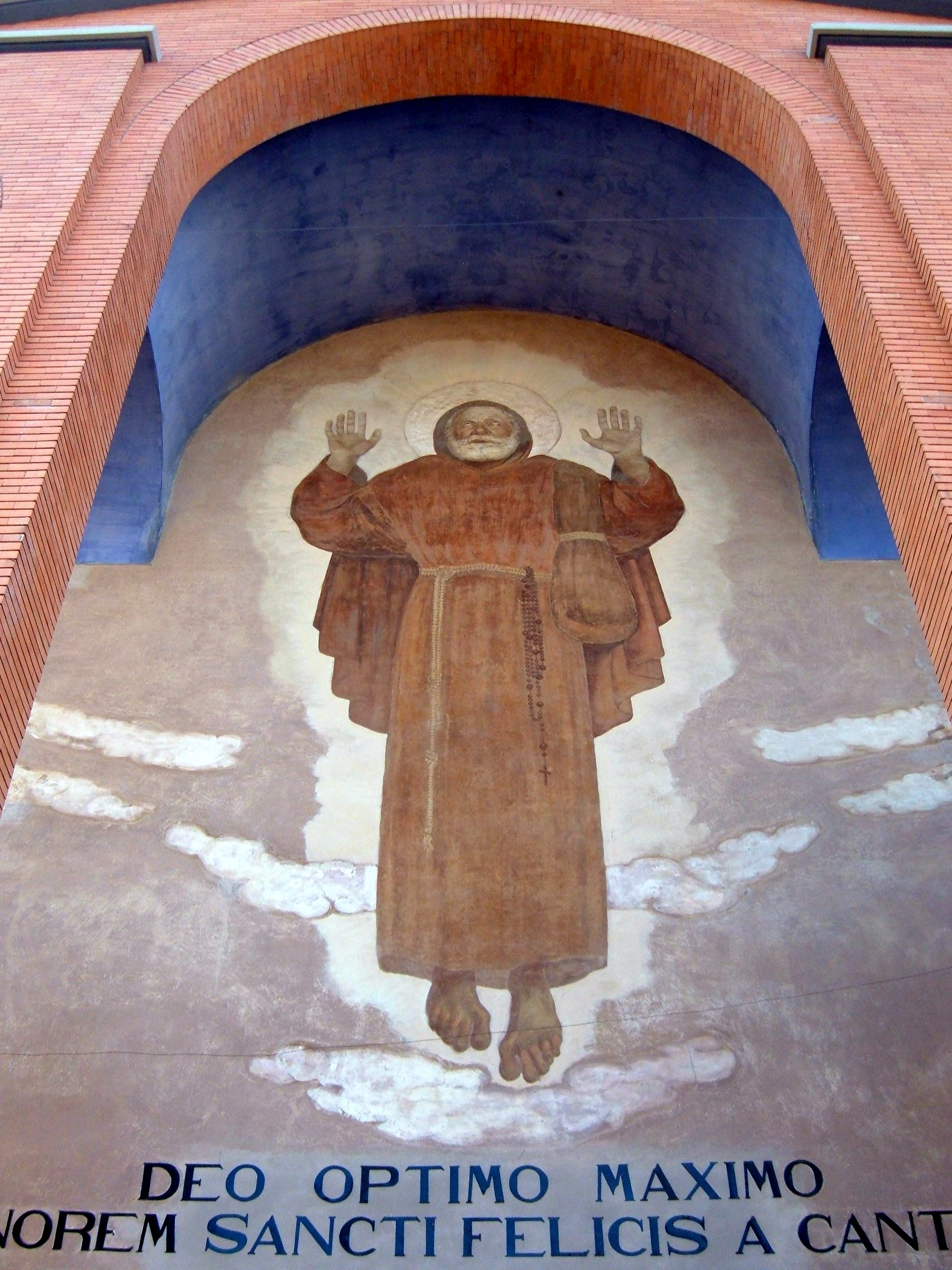
Detalhe da fachada.

A paróquia foi estabelecida em 29 de março de 1935 através da carta apostólica "Sollicitudo Omnium Ecclesiarum" do cardeal-vigário Francesco Marchetti Selvaggiani, que já determinou que ela ficasse aos cuidados da Ordem dos Frades Menores Capuchinhos. A igreja foi finalmente reconhecida em 17 de outubro de 1935 pela Santa Sé em sua publicação periódica, a Acta Apostolicae Sedis.
Diversas irmãs religiosas também se juntaram aos programas de caridade da Igreja na região ao longo dos anos, como as freiras beneditinas em 1925, freiras franciscanas em 1927 e as Filhas da Caridade de São Vicente de Paula em 1935, geralmente com o foco nas crianças carentes, prostitutas e desempregados.
O complexo paroquial foi projetado pelos arquitetos italianos Mario Paniconi e Giulio Pediconi. Em 2 de outubro de 1941, a igreja foi consagrada pelo monsenhor Luigi Traglia, que na época era o arcebispo titular de Cesareia Palestina e o vice-regente da Diocese de Roma. O território da paróquia foi recortado das paróquias de Santi Marcellino e Pietro ad Duas Lauros, no vizinho quartiere Prenestino-Labicano, e Santa Maria del Buon Consiglio a Porta Furba, no quartiere Tuscolano.
Em 30 de abril de 1969, a igreja foi elevada a sede do título cardinalício de São Félix de Cantalice a Centocelle pelo papa Paulo VI, que aproveitou a ocasião para abençoar o novo afresco de Ugolino da Belluno na abside.

## Descrição

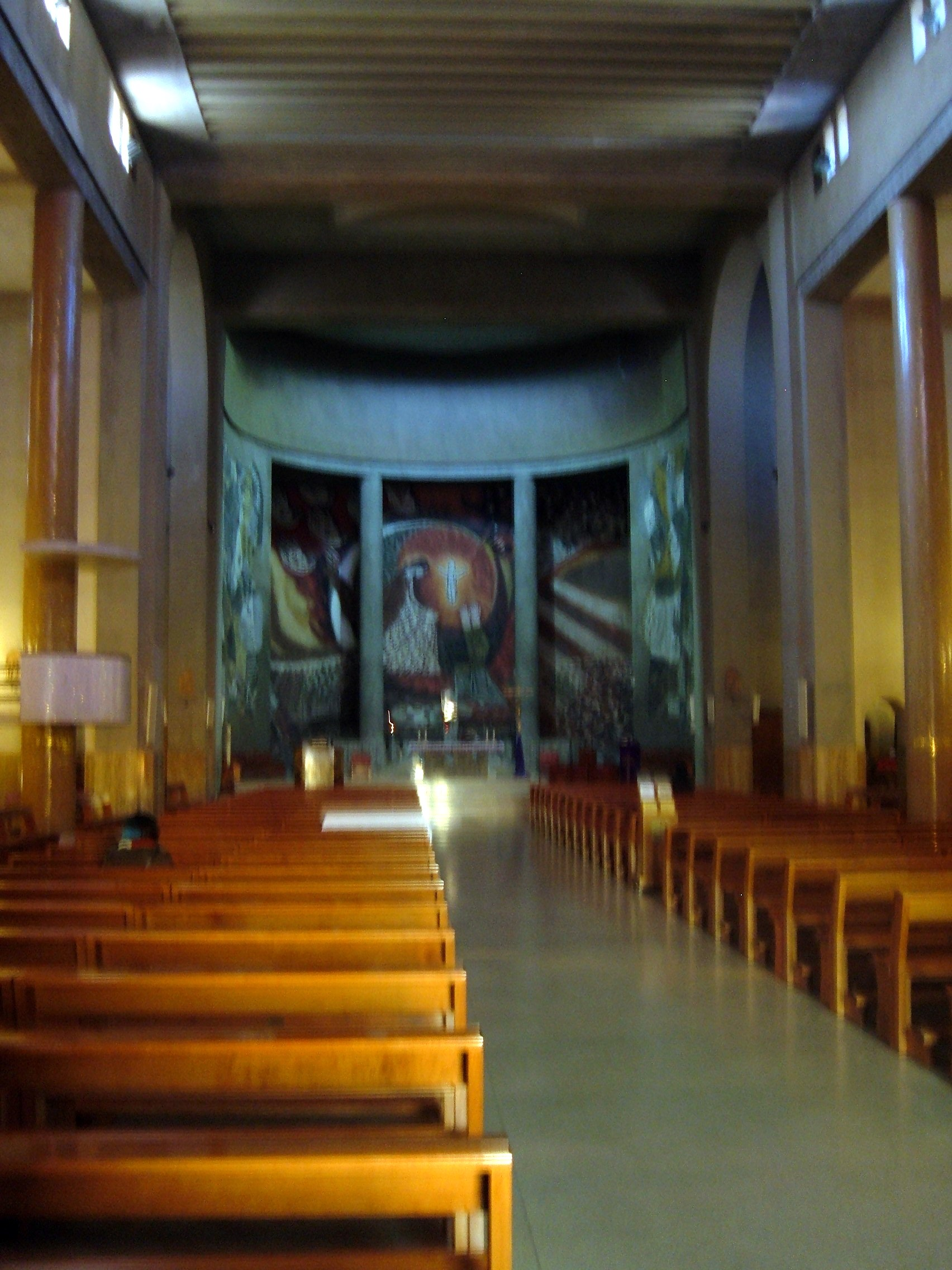
Vista do interior.

O templo tem o formato de uma cabana e é revestido externamente de tijolos aparentes. A fachada ostenta uma pintura representando "São Félix em Oração", obra de Rodolfo Villani, inserida numa grande arcada sustentada por pilastras. Nas imediações da entrada está uma antiga coluna de mármore cipollino encimada por uma cruz de ferro forjado e com uma inscrição do século XIX dedicada a Jesus sob o título de "protetor do mundo".
O interior se apresenta em três nave, sendo as duas laterais muito estreitas e separadas da central por uma fileira de pilastras cilíndricas decoradas com mosaicos. Na abside, iluminada por uma grande claraboia, está uma edícula composta por 
De particular relevância artística é a série de afrescos que decoram a abside, obra do sacerdote franciscano Ugolino da Belluno (1968-1969) e abençoados pelo papa Paulo VI em 1 de janeiro de 1970. Na época, a obra foi duramente criticada por seu visual moderno, suas cores, pela iluminação deficiente (através de uma claraboia, e pela maneira na qual eles foram pintados na parede de 480 m2. Entre duas altas colunas está uma imagem da "Virgem com o Menino e São Félix". Além dela, destaca-se também uma "Virgem das Flores", na qual Nossa Senhora veste um robe de flores enquanto entrega o Menino Jesus a São Félix, com capuz e prostrado. Abaixo estão imagens das crianças judias de Terezin, exterminadas pelos nazistas durante o Holocausto, e uma imagem de jornal de Mario Dominici, o garoto encontrado morto em Centocelle durante a Segunda Guerra Mundial como resultado das políticas antissemitas nazistas. Estão presentes também querubins e constelações do zodíaco contando a história da criação. Outras cenas tratam de contos moralizantes sobre ganância e contra a pornografia e cenas da vida de São Félix de Cantalice. No transepto estão outras obras do mesmo artista, "Aparição de Jesus entre Anjos" e "Visão de São Francisco", ambas de 1975. 
Além disto, o interior é movimentado por uma série de vitrais coloridos que apresentam o tema do "Cântico das Criaturas", de São Francisco, através de episódios bíblicos e de figuras da iconografia cristã. Nas naves laterais estão ainda diversas estátuas devocionais de santos e, ao lado da entrada, está uma capela na qual fica uma pia batismal em mármore peperino em forma de poço. Finalmente, numa cantoria na contrafachada está um órgão de tubos Tamburini opus 364 de 1956.